# Arsen Avetisian
Arsen Avetisian (armeană Արսեն Ավետիսյան, n, 8 octombrie 1973 în Erevan) este un fost jucător armean de fotbal.

## Premii obținute
- Gheata de aur (19)